# Шеф (фильм)
«Шеф» (фр. Comme un chef) — французская кинокомедия Дэниэля Коэна с Жаном Рено и Микаэлем Юном в главных ролях.

## Сюжет
Жаки Боно (Микаэль Юн) — молодой француз, живущий со своей беременной девушкой (Рафаэль Агоге), талантливый повар, очень уж серьёзно относящийся к высокой кухне. «Они меня не понимают», — вот его приговор и посетителям ресторанов, и их руководителям. После очередного, четвёртого за месяц, увольнения он начинает беспокоиться о скором рождении своего ребёнка, соглашается взяться за любую работу, которую сможет найти и наконец устраивается маляром в дом престарелых. Быстро найдя подход к с поварам заведения, Жаки помогает им кардинально улучшить меню. Эти улучшения в конечном итоге достигают ушей Александра Лагарда (Жан Рено), который также находится в опасной ситуации: как известный шеф-повар ресторана Cargo Lagarde он должен улучшить меню. Если он не сможет достичь этого, то ресторан потеряет звезду из рейтинга, а Станислав Маттер (Жульен Буасселье) превратит Cargo Lagarde в ресторан молекулярной кухни, при этом Александр и все повара потеряют работу. Жаки сначала отвергает предложение работать с Александром, потому что должность — неоплачиваемая стажировка, но после колебаний он его принимает. На следующий день Жаки и Александр начинают готовить вместе, но как только они начинают, изысканность Жаки и упрямство Александра приводят к скорому увольнению Жаки.
Александр сожалеет о своём решении и посылает своего водителя найти Жаки и привезти его обратно в Cargo Lagarde. Они примиряются и начинают планировать улучшения меню ресторана. Пока Жаки работает в качестве неоплачиваемого стажёра, он лжёт своей девушке, что по прежнему работает маляром. В один из дней, она идёт в дом престарелых, где должен был работать Жаки, и оказывается на кухне местных поваров, которые как раз в это время общаются с Жаки по видеосвязи. Она понимает, что Жаки ей лгал и говорит, что уходит от него. Александр сочувствует Жаки предлагает ему продегустировать разные вина, в результате чего оба оказались навеселе. Александр говорит Жаки, что критики еды, которые предпочитают молекулярную кухню, скоро будут ужинать в его ресторане, и это приведёт к потере одной звезды из его рейтинга ресторанов. Пьяный Жаки зовёт своего друга Хуана на помощь. Жаки планирует примириться со своей девушкой с помощью Александра, но план терпит неудачу, поскольку она злится на его неуклюжее предложение. Александр предлагает Жаки комнату в своём доме, чтобы провести ночь, где Александр пытается поговорить со своей дочерью, которая обижена на равнодушие своего отца к её диссертации и учёной степени.

## В ролях
| Актёр            | Роль             |
| ---------------- | ---------------- |
| Жан Рено         | Александр        |
| Микаэль Юн       | Жаки             |
| Пьер Вернье      | Поль Маттер      |
| Рафаэль Агоге    | Беатриса         |
| Жульен Буасселье | Станислав Маттер |
| Сантьяго Сегура  | Хуан             |

## Съёмочная группа
- Режиссёр: Дэниэл Коэн;
- Сценарий: Дэниэл Коэн;
- Продюсеры: Сидони Дюма, Джереми Бурдек, Надя Хамличи;
- Оператор: Робер Фрэсс;
- Композитор: Никола Пьёвани.